# قرار مجلس الأمن التابع للأمم المتحدة رقم 207
قرار مجلس الأمن التابع للأمم المتحدة رقم 207، الذي اتخذ بالإجماع في 10 أغسطس 1965، بعد تلقي تقرير من الأمين العام يفيد بأن التطورات الأخيرة في قبرص زادت التوتر في الجزيرة، وأكد المجلس من جديد قراره 186 ودعا جميع الأطراف إلى تجنب أي إجراء من المرجح أن يؤدي إلى تفاقم الوضع.